# Ливкин, Николай Николаевич
Николай Николаевич Ливкин (18.04.1894, г. Уральск — 1974, Москва) — русский советский поэт. Автор сборников «Инок» (1916), «Полынь» (1925), а также неизданных «После дождя», «Странный шарик», «Яхта в море». Автор воспоминаний о Сергее Есенине (издано), о братьях Евгении и Глебе Недзельских (не издано).

## Биография
Родился 18/30 апреля 1894 года в Нижне-Уральске в семье потомственного казака из рода Ливкиных. Один из знатных предков — Ливкин Матвей Васильевич (1735 — не ранее 1781), десятник яицких казаков, упоминает Александр Пушкин в «Истории Пугачёва».
Отец поэта — Николай Акимович Ливкин, полковник Уральского казачьего войска. В ЦИАМ сохранились такие сведения о нём:
Имеет ордена: св. Владимира 4 ст., св. Анны 2 и 3 ст., св. Станислава 2 и 3 ст.; медали: серебряную в память в Бозе почившего Императора Александра III и темно-бронзовую за труды всеобщей переписи на ленте государственных цветов. Родился 1850 г. декабря 6. Из казачьих детей. Кончил курс наук по I разряду в Оренбургском юнкерском училище. В службу вступил в Уральское войско урядником в 1869 г. Женат на казачьей дочери Екатерине Петровой. Имеет сыновей: Георгия (20 апреля 1882 г.), Александра (26 августа 1886 г.), Николая (8 (sic!) апреля 1894 г.); дочерей: Пелагею (2 октября 1879 г.), Надежду (31 июля 1884 г.), Зою (21 ноября 1888 г.) и Евдокию (1 марта 1877 г.). Имеет дворовое место с каменным одноэтажным домом и надворными постройками и фруктовый сад по реке Чагану
.
Благодаря этой записи мы узнаём состав семьи. Отец — Николай Акимович, мать — Екатерина Ливкина. У Николая два брата: Георгий, Александр; четыре сёстры Пелагея, Надежда, Зоя, Евдокия. Георгий в 1906 году — студент Императорского Петроградского Университета (архив хранится ЦГИА СПб. Фонд 14. Опись 3). Александр закончил Николаевское кавалерийское училище в 1906 году. Подъесаул Уральского казачьего войска. В белых войсках Восточного фронта в Уральской отдельной армии. Взят в плен, содержался в Рязанском концлагере, 4 янв. 1921 направлен на трудовой фронт, апр. 1921 передан из МВО в гражданские учреждения Рязани. Проживал в Самаре. Арестован 12 января 1931 г. Приговорен: Особый отдел ОГПУ ПриВО 16 февраля 1931 г., обв.: по ст. 58-10. Приговор: уголовное дело прекращено за недоказанностью обвинения.
Начал Николай обучение в Уральском войсковом реальном училище: в 1911 он получил аттестат об окончании основного курса, а через год окончил и дополнительный, 7-й, класс. В августе 1912 по конкурсу поступил на Сельскохозяйственное отделение Политехнического института Императора Александра II в Киеве. В августе 1913 по собственному желанию оставил институт. В мае 1914 сдал дополнительные экзамены за гимназический курс в I Саратовской гимназии и в августе был зачислен на историко-филологический факультет Московского университета. Вскоре покинул Москву, не окончив университет.
В 1910 году ученик реального училища города Уральска Коля Ливкин опубликовал свои первые стихи в местной газете. Живя в Москве, студент Московского университета отнёс три стихотворения в журнал «Млечный Путь». Ливкина пригласили в число сотрудников журнала. Студент стал постоянным посетителем журнальных «суббот». Ливкин начал печататься и в других изданиях: альманахах «Сполохи» и «Огни», журналах «Жизнь для всех» и «Ежемесячный журнал». В 1916 в издательстве «Млечный путь» была издана первая книга его стихов — «Инок»
В журнале «Млечный путь» и его «литературных субботах» пересеклись судьбы Ливкина и Есенина. Они в январе-марте 1915 года были знакомо очно, в дальнейшем была только непродолжительная переписка.
Сохранилось письмо С. А. Есенина к Н. Н. Ливкину от 12 августа 1916 года (фотокопия конверта и письма опубликована в книге Летопись жизни и творчества С. А. Есенина: В 5 томах / РАН; Ин-т мировой лит. им. А. М. Горького. — М.: ИМЛИ РАН, 2003—…Т. 1: 1895—1916. — 2003. — С. 699—703).
Во время гражданской войны Ливкин служил в Уральском казачьем войске в должности смотрителя Войсковых вод. В той же армии служил его брат Александр.
В газете «Яицкая Воля» от 24 апреля / 7 мая 1919 было напечатано стихотворение Николая Ливкина «Возрожденный Яик»(Фокин 1996, С.190). Другое стихотворение в «Яицкой Воле» от 28 марта / 10 апреля 1918 отрывком приводит исследователь трагедии уральских казаков Н. И. Фокин (Фокин 1996, С.129)

Поэт-уралец Н. Ливкин писал в те дни {то есть 1918 год}:
Мы жили, как всегда. Но вдруг враги нежданно
Ворвались в наш родной, священный нам Яик,
Но братья-казаки не поддались обману,
Вот загудел набат — и все собрались в миг

В 1922 Ливкин вернулся в Москву, о чём известно из хроники журнала «Маковец» (1922, № 2, С. 32): «После долгого отсутствия вернулся в Москву поэт Николай Ливкин». Поэт включился в литературную жизнь, стал печататься в периодике (начиная с «Маковца»), выступал на поэтических вечерах (в частности, в Большой аудитории Политехнического музея), в 1923 вошёл в литературное объединение «неоклассиков» и подписал их манифест. В 1925 вышла 2-я (и последняя) книга его стихов — «Полынь».
В 1930-х Ливкин зарабатывал на жизнь корректорской работой. Вёл корректуру вышедшего в 1935 году III-го тома (юбилейного издания) Трудов Государственного Дарвиновского музея. Затем, как и многие университетские поэты, был репрессирован.
Из дела следует, что он работал заведующим корректорским отделом в 1-я образцовой типографии, а проживал по улице Большая Ордынка, 67, кв. 14.
В 1950-х годах Ливкин вновь вернулся в Москву и вновь стал работать корректором. Продолжал писать стихи, но их никто не публиковал (9 его стихотворений, относящихся к 1957—1960 годам сохранились в архиве Н. М. Рудина в РГАЛИ).
Ливкин-поэт был вычеркнут из истории литературы; как писала доктор филологических наук Наталья Перцова «достаточно сказать, что он не упоминается ни в одной из литературных энциклопедий».
После выхода на пенсию его разыскал в Москве биограф Сергея Есенина Юрий Львович Прокушев и встретился с ним. Вот как в журнале «Огонёк» описывал в 1965 году Ливкина есениновед (цитируется по книге 1971 года (Прокушев 1971)):
– Ливкин Николай Николаевич, – протягивает мне руку, здороваясь, высокий, седой, немного сутуловатый человек с очень доброй, располагающей улыбкой и такими же добрыми, грустными глазами. Во всем его облике была удивительная простота и естественность. Разговаривать с ним было легко и приятно
Эта встреча вернула имя Ливкина в литературный мир, пусть и, по словам исследовательницы жизни забытого поэта Натальей Перцовой, «только в связи с курьезным эпизодом, касающимся Сергея Есенина».
Воспоминания о встречах с Есениным, о предреволюционных годах и о творческой атмосфере журнала «Млечный Путь» Н. Н. Ливкин написал в 1965 году. В том же году впервые опубликованы в сборнике «Воспоминания о Сергее Есенине» (М., Московский рабочий, 1965) и были переизданы с комментариями в 1986 году.
Как отмечает научный комментатор (Алексей Козловский, «воспоминания Н. Н. Ливкина представляют определённый интерес: во-первых, тем, что раскрывают обстоятельства, при которых было написано письмо Есенина от 12 августа 1916 года — один из наиболее значительных документов, рисующих обстановку столичных салонов, с которой Есенину пришлось столкнуться в первый период его петроградской жизни; во-вторых, описанием кружка журнала „Млечный Путь“. … В нём было напечатано два стихотворения Есенина („Зашумели над затоном тростники…“ в № 2 и „Выткался на озере алый свет зари…“ в № 3 за 1915 год), — лучшие из появившихся за годы московской жизни».
В 1966 году имя Ливкина появилось в библиографии «Русские поэты XX века. 1900—1955» Анатолия Тарасенкова.
В 1974 году Николай Ливкин скончался в Москве.
В 2020 году одно из писем Есенина Ливкину было продано на аукционе за 2,1 миллиона рублей.

## Публикации
- Ливкин Н. Н. В «Млечном Пути» // С. А. Есенин в воспоминаниях современников: В 2-х т. / Вступительная статья, составление и комментарии А. Козловского. — М.: Художественная литература, 1986. — Т. 1. — С. 163—167. — (Лит. мемуары).